# 기코나이정
기코나이정(일본어: 木古内町)은 일본 홋카이도 오시마 종합진흥국 관내 중부에 있는 정이다. 정명의 유래는 아이누어의 ‘리코나이’(リコナイ, 높은 곳의 근원이라는 뜻), 또는 ‘리로나이’(リロナイ, 조수가 들어오는 강이라는 뜻)에서 온 것이다.

## 지리
오시마 관내, 오시마반도 남서부에 위치한다. 남부는 쓰가루 해협과 접하고 북부는 산악 지대이다. 기코나이 시가지의 몇 안되는 평야를 제외하고 대부분은 산악·구릉 지대이다. 겨울은 적설이 많아 특별폭설지대로 지정되어 있다.
에도 시대부터 교통의 요지로 연안을 따라서 국도 228호선, 홋카이도 신칸센, 도난 이사리비 철도선, 가이쿄선이 달린다. 1988년 3월 13일 세이칸 터널과 가이쿄선 개통 후 기코나이역은 특급열차 정차역이 되었다. 하지만 2016년 3월 26일 홋카이도 신칸센의 개업에 따라 특급열차 운행은 폐지되었다.

### 인접한 자치체
- 오시마 종합진흥국
  - 호쿠토시
  - 가미이소군 시리우치정

- 히야마 진흥국
  - 히야마군 가미노쿠니정, 앗사부정

## 역사
- 1902년 - 가미이소군 기코나이촌, 가마야촌, 이즈미사와촌, 사쓰카리촌이 합병해 가미이소군 기코나이촌이 되었다.
- 1942년 - 정으로 승격해 기코나이정이 되었다.

## 기후
| 기코나이정의 기후                                            | 기코나이정의 기후 | 기코나이정의 기후 | 기코나이정의 기후 | 기코나이정의 기후 | 기코나이정의 기후 | 기코나이정의 기후 | 기코나이정의 기후 | 기코나이정의 기후 | 기코나이정의 기후 | 기코나이정의 기후 | 기코나이정의 기후 | 기코나이정의 기후 | 기코나이정의 기후 |
| 월                                                           | 1월               | 2월               | 3월               | 4월               | 5월               | 6월               | 7월               | 8월               | 9월               | 10월              | 11월              | 12월              | 연간              |
| ------------------------------------------------------------ | ----------------- | ----------------- | ----------------- | ----------------- | ----------------- | ----------------- | ----------------- | ----------------- | ----------------- | ----------------- | ----------------- | ----------------- | ----------------- |
| 역대 최고 기온 °C (°F)                                       | 10.1 (50.2)       | 11.9 (53.4)       | 16.7 (62.1)       | 25.4 (77.7)       | 30.4 (86.7)       | 29.4 (84.9)       | 34.2 (93.6)       | 34.1 (93.4)       | 32.5 (90.5)       | 27.5 (81.5)       | 21.5 (70.7)       | 16.9 (62.4)       | 34.2 (93.6)       |
| 일평균 최고 기온 °C (°F)                                     | 0.9 (33.6)        | 1.7 (35.1)        | 5.5 (41.9)        | 11.4 (52.5)       | 15.9 (60.6)       | 18.8 (65.8)       | 22.7 (72.9)       | 25.1 (77.2)       | 22.9 (73.2)       | 17.0 (62.6)       | 9.9 (49.8)        | 3.1 (37.6)        | 12.9 (55.2)       |
| 일일 평균 기온 °C (°F)                                       | −2.3 (27.9)       | −1.8 (28.8)       | 1.5 (34.7)        | 6.7 (44.1)        | 11.4 (52.5)       | 15.1 (59.2)       | 19.4 (66.9)       | 21.6 (70.9)       | 18.3 (64.9)       | 12.0 (53.6)       | 5.6 (42.1)        | −0.2 (31.6)       | 8.9 (48.1)        |
| 일평균 최저 기온 °C (°F)                                     | −5.7 (21.7)       | −5.4 (22.3)       | −2.6 (27.3)       | 1.8 (35.2)        | 7.1 (44.8)        | 11.8 (53.2)       | 16.7 (62.1)       | 18.5 (65.3)       | 14.0 (57.2)       | 7.1 (44.8)        | 1.5 (34.7)        | −3.4 (25.9)       | 5.1 (41.2)        |
| 역대 최저 기온 °C (°F)                                       | −14.9 (5.2)       | −15.6 (3.9)       | −14.1 (6.6)       | −9.1 (15.6)       | −0.9 (30.4)       | 3.5 (38.3)        | 7.6 (45.7)        | 9.6 (49.3)        | 3.2 (37.8)        | −1.1 (30.0)       | −7.9 (17.8)       | −13.0 (8.6)       | −15.6 (3.9)       |
| 평균 강수량 mm (인치)                                        | 96.9 (3.81)       | 79.8 (3.14)       | 72.7 (2.86)       | 76.1 (3.00)       | 87.4 (3.44)       | 87.7 (3.45)       | 132.7 (5.22)      | 159.9 (6.30)      | 153.8 (6.06)      | 110.2 (4.34)      | 122.4 (4.82)      | 120.8 (4.76)      | 1,293 (50.91)     |
| 평균 강우일수                                                | 19.3              | 16.5              | 14.7              | 9.8               | 10.4              | 7.9               | 9.6               | 9.7               | 11.1              | 12.6              | 15.6              | 20.1              | 157.3             |
| 평균 월간 일조시간                                           | 85.7              | 97.8              | 158.7             | 194.8             | 192.1             | 150.4             | 123.3             | 149.2             | 165.8             | 165.1             | 103.8             | 80.7              | 1,667.4           |
| 출처: 일본 기상청 (평년값: 1991년~2020년, 극값: 1977년~현재) |                   |                   |                   |                   |                   |                   |                   |                   |                   |                   |                   |                   |                   |

## 교통

### 철도
- 홋카이도 여객철도
  - 가이쿄선
  - 홋카이도 신칸센

- 도난 이사리비 철도
  - 도난 이사리비 철도선

### 도로
- 국도 228호선(일본어판)